# Phylloscartes oustaleti
Phylloscartes oustaleti là một loài chim trong họ Tyrannidae.